# Gribovskij G-10
Gribovskij G-10 (rusky: ГРИБОВСКИЙ Г-10) bylo sportovní a cvičné letadlo navržené a postavené v Sovětském svazu začátkem 30. let. Tento lehký letoun byl především určen pro sportovní létání.

## Vznik a vývoj

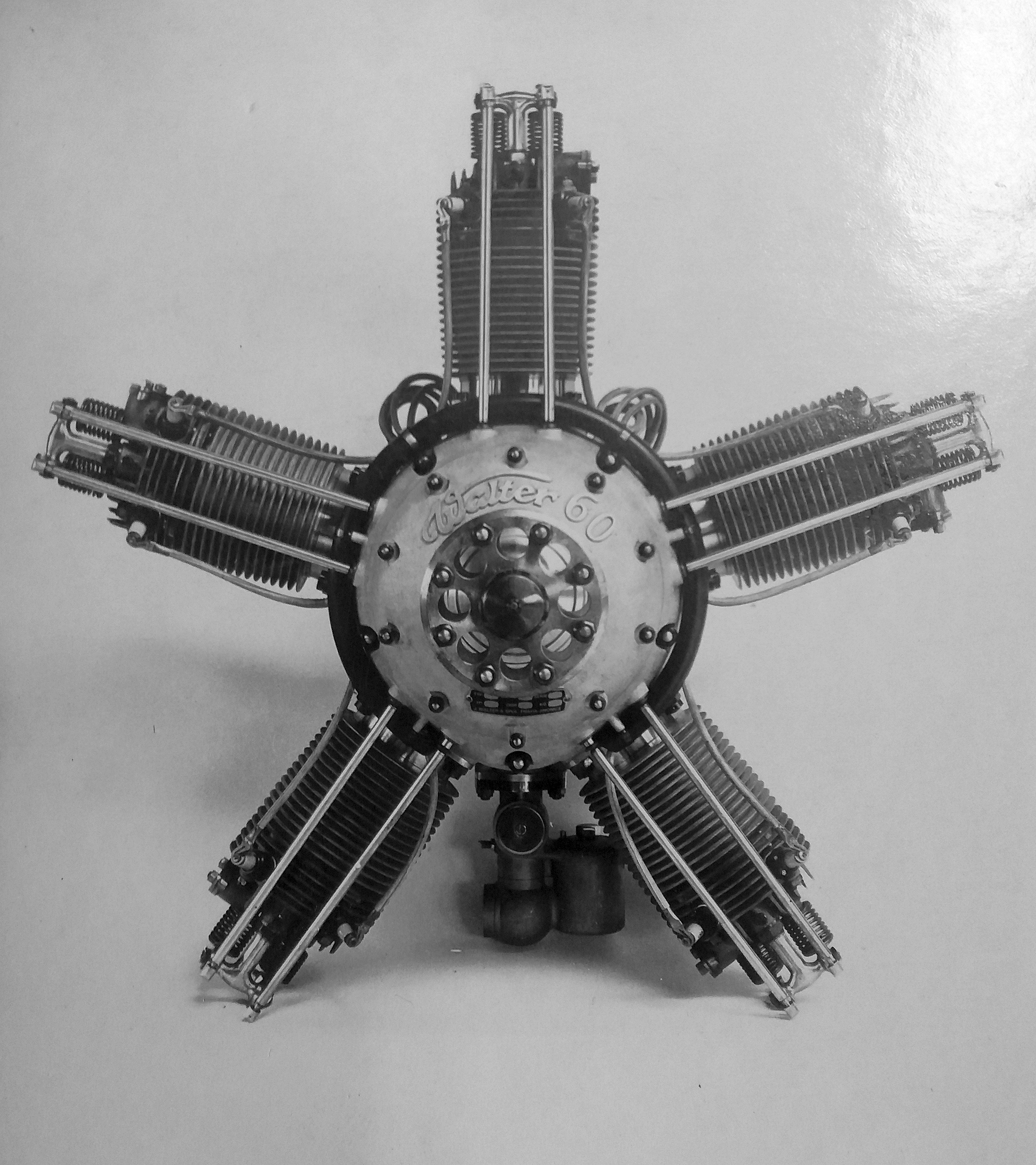
Walter NZ-60

Letoun G-10 vznikl v roce 1933 v Moskevské letecké konstrukci Závodů na výrobu bezmotorových letadel, jejímž šéfkonstruktérem byl V. K. Gribovskij. Gribovskij sem krátce předtím (v polovině roku 1932) přemístil z pozice náčelníka Moskevské letecké školy Osoavichim.
G-10 byl vyroben v roce 1933 v dílnách Osoaviachim na letišti Moskva-Tušino nebo v továrně GAZ-1, která sídlila na Frunzeho ústředním letišti v Moskvě (v tom se prameny liší).
Letoun byl zaveden do sovětského civilního rejstříku pod imatrikulací CCCP-C280. V říjnu až listopadu 1933 letadlo G-10, vybavené experimentálním, sovětským tříválcovým hvězdicovým motorem M-23 o výkonu 65 koní, úspěšně absolvovalo státní zkoušky na Vojenské letecké akademii N. E. Žukovského (VVA). Kromě předního zkušebního pilota T. T. Altynova letoun otestovalo dalších sedm pilotů z Výzkumného ústavu letectva a z akademie VVA, z organizace Osoaviachim (DOSAFF) a z jedné z leteckých továren. V hodnoceních pilotů bylo uvedeno, že G-10 může být použit jako sportovní výcvik pro aerokluby, letecké školy a v civilním letectvu.
Sovětský motor Švecov M-23 však sdílel osud mnoha experimentálních sovětských výrobků a nebyl schválen pro sériovou výrobu. Z tohoto důvodu se letoun G-10 dlouho nepoužíval a byl uložen v hangáru. Až v roce 1935 mladý, později slavný pilot N. Fedosejev z Ústředního aeroklubu SSSR osobně nainstaloval na tento letoun starší motor Walter NZ-60 a s ním se v září 1935 zúčastnil soutěže lehkých letadel.

## Popis letounu
Byl to celodřevěný jednomístný hornoplošník poháněný sovětským motorem Švecov M-23 o jmenovitém výkonu 65 k/48 kW (z leteckého motorového závodu č. 24 Moskva konstrukce Arkadije Švecova) a nebo československým motorem Walter NZ-60. Motor byl pečlivě integrován do přídě letounu, z níž vyčnívaly pouze hlavy válců.
G-10 měl velký výřez v odtokové hraně křídla nad otevřeným pilotním kokpitem, díky čemuž pilot viděl dobře jak pod, tak i nad křídlo. Křídlo bylo umístěno na velmi nízkém pylonu vystupujícím z konstrukce draku letadla. Pylon sloužil k uchycení křídla na horní části trupu. Křídlo bylo zpevněno zespodu vedenými dvěma šikmými vzpěrami.
Trup oválného průřezu byl pokryt překližkou. Svislá ocasní plocha byla téměř trojúhelníkového tvaru s nevyváženou směrovkou. Výškovky byly ze dřeva s plátěným potahem. G-10 měl pevný podvozek s ocasní ostruhou. Obě hlavní kola byla uzavřena v aerodynamickém krytu a byla zavěšena na dvojici vzpěr ve tvaru písmene V vedoucím k spodní části trupu. Podvozek byl vybaven vertikálně vedenými (ke střední části trupu) tlumiči nárazů.
Nedostatek sériových sovětských motorů s výkonem kolem 60 k/44 kW neumožnil výrobu G-10 ve větším množství a vše bylo omezeno na vyrobení jediného stroje. I přes velké množství vytvořených prototypů sovětské sportovní letectví utrpělo velké zpoždění oproti sportovnímu letectví v zahraničí. Dostatečným vysvětlením tohoto stavu je jediná příčina: byla to absence vhodného leteckého motoru s nízkým výkonem.

## Použití
Letoun G-10 se zúčastnil soutěže lehkých sportovních letounů, která startovala v Tušinu (září 1935) a pilotoval je mladý pilot N. Fedosejev. Soutěže, pořádané Ústředním aeroklubem SSSR, se účastnilo 34 letadel. Trasa soutěže dlouhé 5 000 km procházela velkou částí Sovětského svazu (Moskva - Gorkyj - Kazaň - Sarapul - Perm - Sverdlovsk - Čeljabinsk - Magnitogorsk - Kujbyšev - Saratov - Luhansk - Doněck - Dněpropetrovsk - Kyjev - Brjansk - Moskva). První místo v soutěži obsadil letoun A. S. Yakovleva AIR-10 (1475 b.) a Gribovského G-10 (1368 b.) skončil druhý.
Okružní let podle rozpisu soutěže trval 7 dní. Letoun G-10 byl v soutěži omezen motorem s menším výkonem než ostatní stroje vybavené sériovým motorem Švecov M-11 o jmenovitém výkonu 100 k/75 kW. Přesto Fedosejev s letounem G-10 (st. č. 27) úspěšně absolvoval celou trasu, téměř na stejné úrovni jako ostatní účastníci. Pilot Fedosejev za iniciativu s přípravou letounu a úspěšný let získal cenu Lidového komisariátu obrany SSSR - zlaté hodinky.

## Uživatelé
- Sovětský svaz
  - Osoaviachim (DOSAAF)

## Specifikace

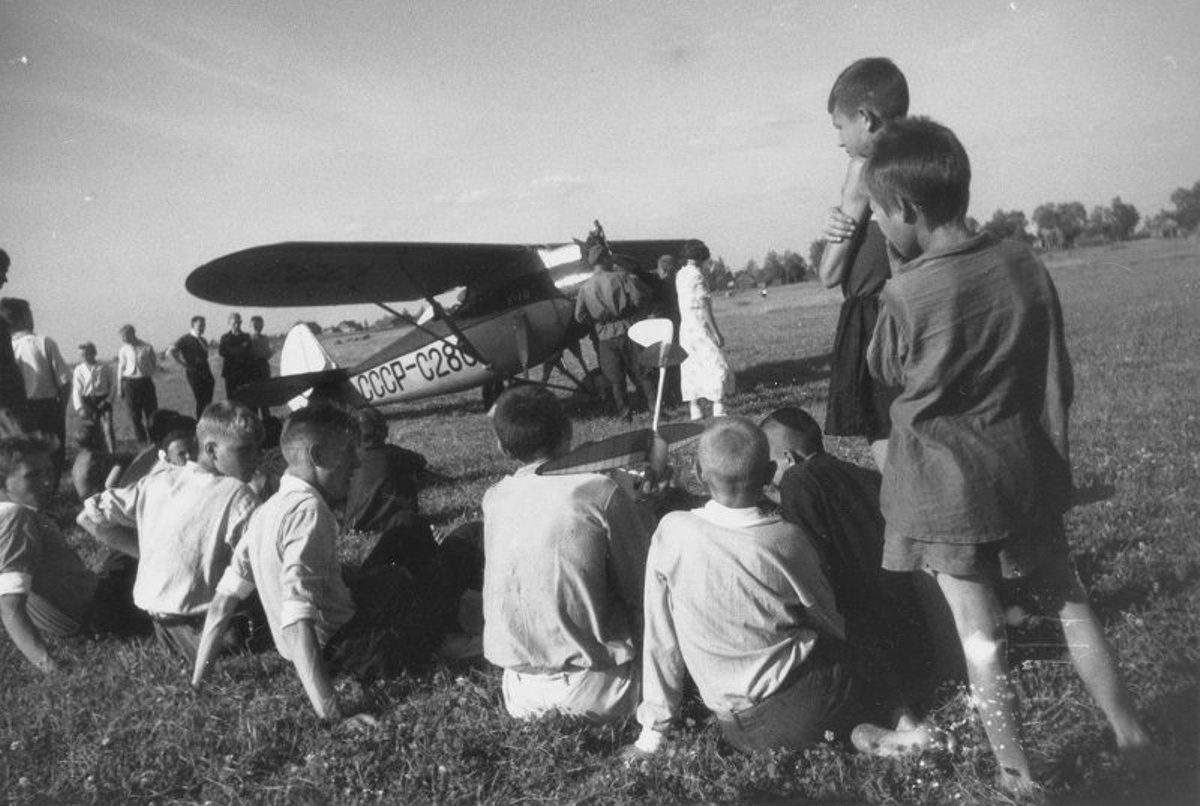
Gribovskij G-10

Údaje dle

### Technické údaje
- Posádka: 1-2
- Rozpětí křídla: 8,40 m
- Délka: 5,60 m
- Výška: m
- Nosná plocha: 11,00 m2
- Plošné zatížení: 46,4 kg/m2 (M-23), 45,8 kg/m2 (NZ-60)
- Hmotnost prázdného letounu: 335 kg (M-23), 330 kg (NZ-60)
- Vzletová hmotnost: 510 kg (M-23), 505 kg (NZ-60)
- Pohonná jednotka:
  - vzduchem chlazený hvězdicový tříválcový motor Švecov M-23 s nominálním výkonem 65 k (48 kW)
  - vzduchem chlazený hvězdicový pětiválcový motor Walter NZ-60
    - nominální výkon: 60 k (44 kW) při 1400 ot/min
    - vzletový výkon: 75 k (55 kW) při 1750 ot/min
- Vrtule: dřevěná, dvoulistá vrtule s pevnými listy

### Výkony
- Maximální rychlost: 170 km/h (M-23) 165 km/h (NZ-60)
- Cestovní rychlost: 138 km/h
- Minimální rychlost: 67 km/h
- Dolet: 700 km a s pomocnými nádržemi 1 300 km (NZ-60)
- Vytrvalost: 4 h
- Dostup: 5 200 m (M-23), 4 800 m (NZ-60)
- Stoupavost:
  - M-23: do 1000 m 5 min., do 2 000 m 11 min., do 3 000 m 20 min.;
  - NZ-60: do 1000 m 5,5 min., do 2 000 m 13 min., do 3 000 m 23 min.